# Културне институције у Београду
Културне институције у Граду Београду обухватају широк спектар установа и организација које чине темељ културног живота главног града Србије. Међу њима су академије, архиви, библиотеке, биоскопи, галерије, задужбине, концертне дворане, културни центри, музеји и позоришта, који својим деловањем доприносе очувању наслеђа, промоцији савременог стваралаштва и културној едукацији грађана.

## Академије
- Српска академија наука и уметности (САНУ)

## Архиви
- Архив Србије[1]
- Архив Југославије[2]
- Историјски архив Београда[3]
- Архив Кинотеке (Југословенска кинотека)[4]
- Архив САНУ
- Архив Народне банке Србије
- Војни архив

## Библиотеке
- Народна библиотека Србије
- Универзитетска библиотека "Светозар Марковић"
- Библиографски институт (при САНУ, иако је имао и самостални статус)
- Библиотека града Београда (централна и 13 организационих јединица у општинама, са 56 огранака у мрежи)
- Библиотека „Милутин Бојић“
- Библиотека "Влада Аксентијевић" Обреновац
- Библиотека "Димитрије Туцовић" Лазаревац

## Биоскопи
(Напомена: Списак укључује како класичне биоскопске сале, тако и сале у оквиру културних центара и мултиплексе.)
- Академија 28 (у оквиру истоимене установе културе)
- Арт Биоскоп "Museum" (у оквиру Музеја Југословенске кинотеке)
- Биоскоп "Балкан" (историјски биоскоп, тренутно ван функције или са измењеном наменом)
- Биоскоп "Фонтана"
- Дворана КЦБ (у оквиру Културног центра Београда)
- Биоскоп Дома културе "Студентски град"
- Сала Дома омладине Београда
- Дворана Дома синдиката (сада Комбанк Дворана)
- Биоскоп "Звезда" (историјски биоскоп, познат по каснијим акцијама заузимања)
- Сале Југословенске кинотеке (Узун Миркова и Косовска)
- Roda Cineplex
- Сава центар (поседује велику биоскопску салу)
- Cineplexx Delta City
- Tuckwood Cineplex
- Cineplexx UŠĆE Shopping Center
- Cine Grand Rakovica
- Биоскоп "Шумадија Палас" (некадашњи биоскоп)
- Рекс (историјски простор који је имао и филмске пројекције)

## Галерије
- Галерија "Artget" (део Културног центра Београда)
- Галерија Атријум Библиотеке града Београда
- Галерија Београдске тврђаве (унутрашња Стамбол капија)
- Галерија "Графички колектив"
- Галерија "New Moment"
- Галерија "Звоно"
- Галерија "Озон"
- Галерија "Прогрес"
- Галерија "Перо"
- Галерија "Ремонт"
- Галерија "Сингидунум" (УЛУПУДС)
- Галерија "Стара Капетанија" (Земун)
- Галерија "Хаос" (специјализована за цртеж)
- Галерија "212" (није исто што и Атеље 212, вероватно мања приватна галерија)
- Галерија '73
- Галерија ДК "Студентски град"
- Галерија Дома омладине Београда
- Галерија Задужбине Илије М. Коларца
- Галерија РТС
- Галерија ликовне и музичке уметности САНУ
- Галерија СКЦ
- Галерија СУЛУЈ (Савез удружења ликовних уметника Југославије - историјски)
- Галерија УЛУС
- Галерија ФЛУ
- Галерија Дома Војске Србије
- Кућа Ђуре Јакшића (Скадарлија)
- Ликовна галерија КЦБ
- Мала галерија УЛУПУДС-а
- Продајна галерија "Београд"
- Салон Музеја савремене уметности (део МСУБ)
- Уметнички павиљон "Цвијета Зузорић"

## Задужбине
- Вукова задужбина
- Задужбина Бранка Ћопића (при САНУ)
- Задужбина „Десанка Максимовић”
- Задужбина Илије М. Коларца
- Задужбина Иве Андрића
- Задужбина Милоша Црњанског
- Задужбина Николе Спасића
- Задужбина Симе Андрејевића Игуманова
- Задужбина Луке Ћеловића-Требињца (при Универзитету у Београду)
- Задужбина Миливоја Јовановића и Луке Ћеловића
- Кућа легата (установа која обједињује више легата)

## Концертне дворане
- Велика дворана Коларчеве задужбине (позната по акустици)
- Сала Београдске филхармоније
- Дворана Дома синдиката (сада Комбанк дворана)
- Сава центар (велика конгресно-концертна дворана)
- Београдска арена (за велике концерте и догађаје)
- Сале Факултета музичке уметности
- Сале Дома омладине Београда

## Културни центри

### Домаћи културни центри
- Културни центар Београда (КЦБ)
- Дом омладине Београда (ДОБ)
- Дечји културни центар Београд (ДКЦБ)
- Студентски културни центар Београд (СКЦ)
- Дом културе "Студентски град" (ДКСГ)
- Центар за културну деконтаминацију (ЦЗКД)
- Рекс (историјски значајан)
- Магацин у Краљевића Марка (МКМ)
- Театар Вук (раније Установа културе "Вук Караџић")
- Установа културе "Влада Дивљан" (Палилула)
- Центар за културу и спорт "Шумице"
- Културни центар Чукарица
- Центар за културу Гроцка
- Центар за културу Лазаревац
- Центар за културу Младеновац
- Центар за културу Раковица
- Центар за културу Сопот
- КСЦ Пинки (Земун)
- Центар за образовање и културу "Божидарац"
- Спортско-културни центар Обреновац
- Центар за ликовно образовање "Шуматовачка"

### Страни културни центри
- Амерички кутак
- Британски савет
- Француски институт у Београду
- Гете институт
- Италијански институт за културу
- Институт Сервантес
- Руски дом (Руски центар за науку и културу)
- Аустријски културни форум
- Културни центар Ирана
- Институт "Конфуције"
- Кинески културни центар
- Collegium Hungaricum (Културни центар Мађарске)
- Културни центар Азербејџана

## Музеји
Београд има велики број музеја који покривају различите области.

### Уметнички музеји
- Народни музеј Србије (поседује и уметничке збирке)
- Музеј примењене уметности
- Музеј савремене уметности
- Музеј Zepter (приватни музеј модерне и савремене уметности)
- Галерија фресака (део Народног музеја)

### Културно-историјски музеји
- Етнографски музеј
- Историјски музеј Србије
- Јеврејски историјски музеј
- Музеј Југославије
- Конак кнегиње Љубице (део Музеја града Београда)
- Конак кнеза Милоша (део Историјског музеја Србије)
- Музеј Бањичког логора (део Музеја града Београда)
- Музеј града Београда
- Музеј Југословенске кинотеке
- Завичајни музеј Младеновац (део Музеја града Београда)
- Музеј позоришне уметности
- Музеј Српске православне цркве
- Педагошки музеј
- Војни музеј
- Вуков и Доситејев музеј (део Народног музеја Србије)
- Завичајни музеј Земуна (део Музеја града Београда)

### Меморијални музеји и комеморативне колекције
- Легат Милице Зорић и Родољуба Чолаковића (део МСУБ)
- Легат Паје Јовановића (део Музеја града Београда)
- Манакова кућа (део Етнографског музеја)
- Меморијална галерија Петра Добровића (формално део МСУВ Нови Сад, налази се у Београду)
- Меморијални музеј Јована Цвијића (део Музеја града Београда)
- Меморијални музеј Надежде и Растка Петровића (део Народног музеја Србије)
- Музеј афричке уметности - збирка Веде и др Здравка Печара
- Музеј спорта и олимпизма (при Факултету спорта и физичког васпитања)
- Музеј ФК Црвена звезда
- Легат Томе Росандића (део Музеја града Београда)
- Музеј Иве Андрића (део Музеја града Београда)

### Технички и природно-историјски музеји
- Музеј аутомобила - Збирка Братислава Петковића
- Музеј науке и технике
- Музеј Николе Тесле
- Музеј ваздухопловства
- Природњачки музеј
- ПТТ музеј
- Железнички музеј

## Позоришта
- Атеље 212
- Београдско драмско позориште
- Битеф театар
- Позориште "Бошко Буха"
- ДАДОВ
- Мало позориште "Душко Радовић"
- Југословенско драмско позориште
- Позориште на Теразијама
- Опера и театар Мадленијанум
- КПГТ
- Народно позориште у Београду
- Пан театар
- Позориште лутака „Пинокио“
- Позориште Пуж
- Позориште Славија
- Театар Вук
- Звездара театар
- Театар 78

### Асоцијација независних театара и сцене
- Дах театар
- Културни елемент
- Плаво позориште